# Nickelback
Nickelback és un grup de rock format a principis dels anys 1990 a Alberta (Canadà). El seu estil es considera hard rock, post-grunge i rock alternatiu. És un dels grups canadencs de més èxit comercial, ja que ha venut més de 50 milions d'àlbums a tot el món.

## Discografia
Aquests són els principals àlbums gravats per la banda:
- Curb (1996)
- The State (1998)
- Silver Side Up (2001)
- The Long Road (2003)
- All the Right Reasons (2005)
- Dark Horse (2008)
- Here and Now (2011)
- No Fixed Address (2014)
- Feed the Machine (2017)
- Get Rollin' (2022)

## Membres de la banda
Membres actuals
- Chad Kroeger – veu, guitarra (1995–present)
- Ryan Peake – guitarra rítmica, teclats, acompanyaments vocals (1995–present)
- Mike Kroeger – baix, acompanyaments vocals (1995–present)
- Daniel Adair – bateria, acompanyaments vocals (2005–present)

Antics membres
- Brandon Kroeger – bateria (1995–1997)
- Mitch Guindon – bateria (1997–1998)
- Ryan Vikedal – bateria (1998–2005)